# Diocesi di Basankusu
La diocesi di Basankusu (in latino Dioecesis Basankusuensis) è una sede della Chiesa cattolica nella Repubblica Democratica del Congo suffraganea dell'arcidiocesi di Mbandaka-Bikoro. Nel 2022 contava 207.210 battezzati su 1.031.930 abitanti. È retta dal vescovo Libère Pwongo Bope.

## Territorio
La diocesi comprende porzioni di territorio nelle province dell'Equatore, di Tshuapa, di Mongala e di Tshopo.
Sede vescovile è la città di Basankusu, dove si trova la cattedrale dei Santi Pietro e Paolo.
Il territorio è suddiviso in 20 parrocchie.

## Storia
La prefettura apostolica di Basankusu fu eretta il 28 luglio 1926 con il breve Cum etiam di papa Pio XI, ricavandone il territorio dal vicariato apostolico di Nouvelle-Anvers (oggi diocesi di Lisala).
L'8 gennaio 1948 la prefettura apostolica fu elevata a vicariato apostolico con la bolla Ad potioris di papa Pio XII.
Il 14 giugno 1951 cedette una porzione del suo territorio a vantaggio dell'erezione della prefettura apostolica di Isangi (oggi diocesi).
Il 10 novembre 1959 il vicariato apostolico è stato elevato a diocesi con la bolla Cum parvulum di papa Giovanni XXIII.

## Cronotassi dei vescovi
Si omettono i periodi di sede vacante non superiori ai 2 anni o non storicamente accertati.
- Gérard Wantenaar, M.H.M. † (2 febbraio 1927 - 3 dicembre 1951 deceduto)
- Willem van Kester, M.H.M. † (19 giugno 1952 - 18 novembre 1974 dimesso)
- Ignace Matondo Kwa Nzambi, C.I.C.M. † (18 novembre 1974 - 27 giugno 1998 nominato vescovo di Molegbe)
  - Sede vacante (1998-2001)
- Joseph Mokobe Ndjoku (9 novembre 2001 - 11 novembre 2023 dimesso)
- Libère Pwongo Bope, dall'11 novembre 2023

## Statistiche
La diocesi nel 2022 su una popolazione di 1.031.930 persone contava 207.210 battezzati, corrispondenti al 20,1% del totale.
| anno | popolazione | popolazione | popolazione | presbiteri | presbiteri | presbiteri | presbiteri                | diaconi | religiosi | religiosi | parrocchie |
| anno | battezzati  | totale      | %           | numero     | secolari   | regolari   | battezzati per presbitero | diaconi | uomini    | donne     | parrocchie |
| ---- | ----------- | ----------- | ----------- | ---------- | ---------- | ---------- | ------------------------- | ------- | --------- | --------- | ---------- |
| 1950 | 36.872      | 200.000     | 18,4        | 42         |            | 42         | 877                       |         |           | 45        |            |
| 1957 | 47.623      | 205.000     | 23,2        | 54         | 1          | 53         | 881                       |         |           | 61        | 18         |
| 1970 | 69.183      | 220.000     | 31,4        | 47         | 5          | 42         | 1.471                     |         | 50        | 23        |            |
| 1980 | 91.600      | 267.000     | 34,3        | 36         | 5          | 31         | 2.544                     |         | 37        | 33        |            |
| 1990 | 280.609     | 568.000     | 49,4        | 37         | 13         | 24         | 7.584                     |         | 39        | 32        | 20         |
| 1998 | 170.485     | 420.000     | 40,6        | 45         | 37         | 8          | 3.788                     |         | 14        | 29        | 20         |
| 2003 | 182.846     | 459.046     | 39,8        | 30         | 27         | 3          | 6.094                     |         | 10        | 30        | 20         |
| 2004 | 202.273     | 568.162     | 35,6        | 35         | 32         | 3          | 5.779                     |         | 10        | 30        | 20         |
| 2006 | 230.331     | 584.000     | 39,4        | 36         | 33         | 3          | 6.398                     |         | 10        | 31        | 20         |
| 2012 | 228.000     | 592.000     | 38,5        | 31         | 29         | 2          | 7.354                     |         | 13        | 48        | 20         |
| 2015 | 246.000     | 639.000     | 38,5        | 31         | 29         | 2          | 7.935                     |         | 10        | 51        | 20         |
| 2018 | 327.795     | 1.302.460   | 25,2        | 39         | 37         | 2          | 8.405                     |         | 10        | 55        | 20         |
| 2020 | 200.247     | 997.230     | 20,1        | 41         | 40         | 1          | 4.884                     |         | 1         | 60        | 20         |
| 2022 | 207.210     | 1.031.930   | 20,1        | 43         | 42         | 1          | 4.818                     |         | 7         | 70        | 20         |